# Siebigeröder Sandstein

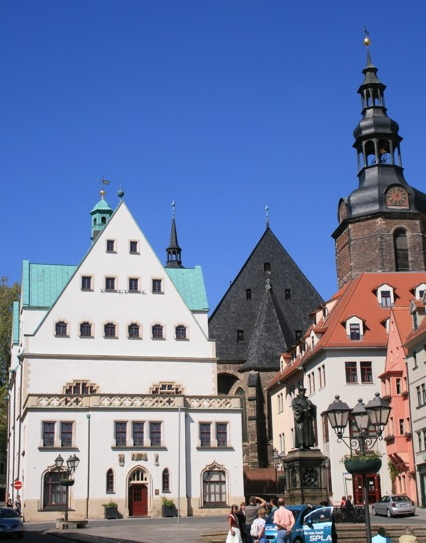
Rechts: St.-Andreas-Kirche am Marktplatz in Eisleben aus Siebigeröder Sandstein

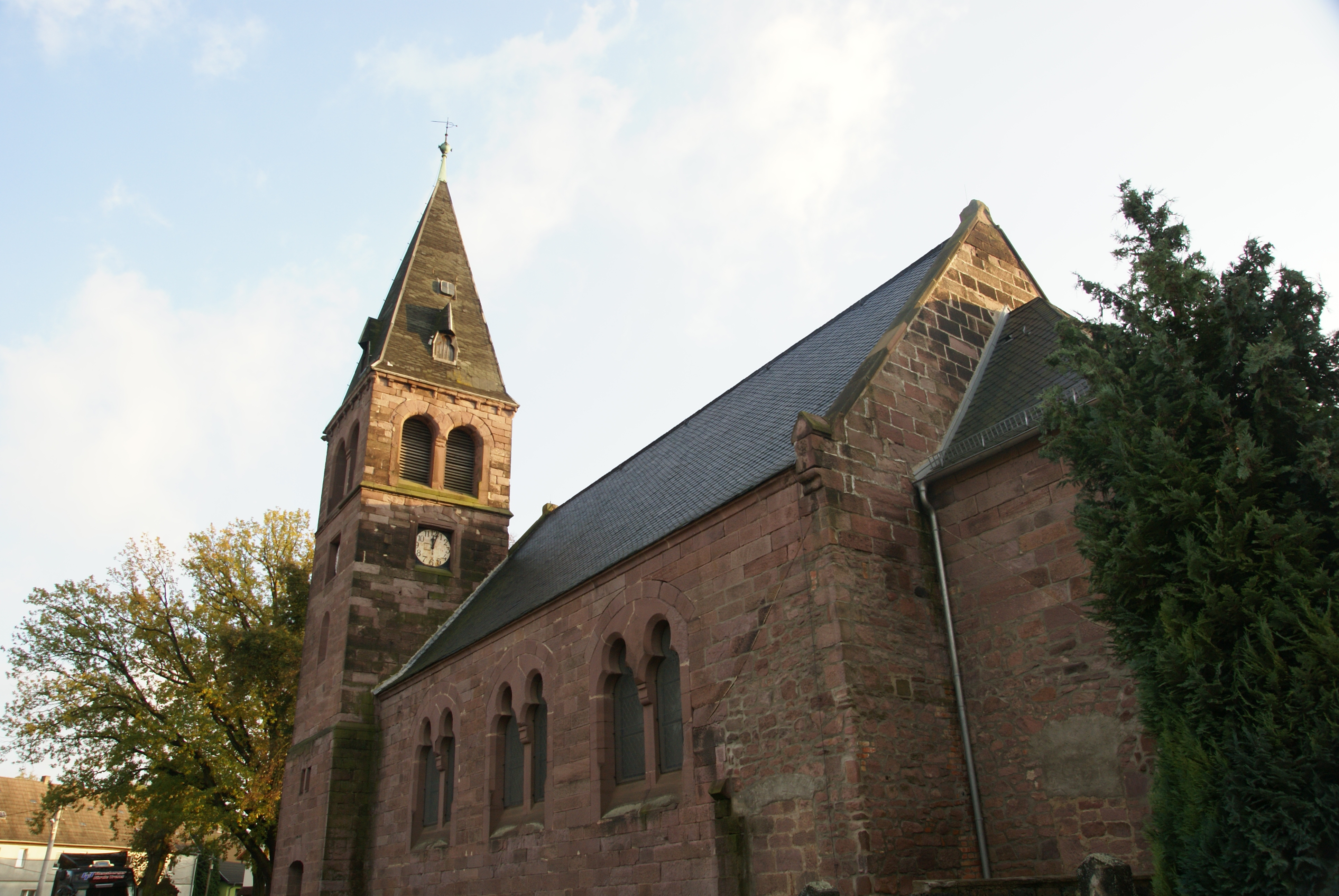
Die St.-Wigbert-Kirche in Kreisfeld besteht aus Siebigeröder Sandstein

Der Siebigeröder Sandstein kommt am Südostrand des Harzes in der Nähe des Ortes Siebigerode in Sachsen-Anhalt im Landkreis Mansfeld-Südharz vor. Es handelt sich um ein Gestein in den Mansfelder Schichten aus der Familie der Arkosen, um einen feldspatführenden Sandstein. Es ist ein Sandstein, der im Oberen Karbon entstand.

## Vorkommen
Im Gegensatz zu den anderen Sandsteinen der Mansfelder Schichten, wie zum Beispiel den Annaberger und Blankenheimer Sandsteinen, die im Allgemeinen eine geringe Mächtigkeit von etwa 35 Metern haben, sind die Vorkommen bei Siebigerode bis zu 500 Meter mächtig. Sandstein wurde allerdings aufgrund der örtlichen Verhältnisse bei Siebigerode bis zu einer Wandhöhe von 30 bis 50 Metern abgebaut. Das gesamte Vorkommen erstreckt sich in einigen länglichen Zügen. Neben dem Hauptvorkommen treten die Schichten in Annarode und in Blankenheim hervor. Es gab eine Reihe von Steinbrüchen nicht nur bei Siebigerode. Der größte Steinbruch von Siebigerode kann westlich des Ortes an der B 86 betreten werden. Er steht unter Naturschutz. Heute ist kein Steinbruch mehr im Betrieb. In seiner Erscheinung hat dieser Sandstein Ähnlichkeiten mit den Wesersandsteinen.

## Gesteinseigenschaften und Mineralbestand
Es ist ein mittel- bis grobkörniger Sandstein, der selten feinkörnig, aber häufig konglomeratisch ist und hin und wieder Geröll führt. Der rötliche, violett bis rotgrau gefärbte Sandstein enthält neben Quarzkörnern kaolinisierte Feldspäte, Lydit und Milchquarzgeröll und Muskovit. Seine Bindung ist teilweise kaolinisch, tonig-ferritisch und tonig-quarzitisch. Durch Herauswittern loser Gerölle und Tonlagen ist er teilweise löchrig. Seine Druckfestigkeit ist gering.
Die technischen Gesteinseigenschaften sind in der Lage von Siebigerode am besten. Selten befinden sich in diesem Sandstein versteinerte Holzstücke oder Baumstämme, von denen einige in der Grünanlage von Siebigerode ausgestellt sind.

## Verwendung
Aus Siebigröder Sandstein wurden Werksteinarbeiten, Grab- und Mühlsteine anfertigt. Das Vorkommen wurde im 18. Jahrhundert intensiv vor allem für die Anfertigung von jährlich etwa 1.000 Mühlsteinen genutzt. Für bildhauerische und ornamentale Arbeiten war dieser Stein weniger geeignet. Beispiele für seine Verwendung sind die Kirche von Siebigerode (1851), die St.-Andreas- und die St.-Pancratius-Kirche (1893) in Eisleben und die neoromanische St.-Wigbert-Kirche in Kreisfeld (1895).